# Земетресение в Сан Франциско (1906)
Земетресението през 1906 година в Сан Франциско (на английски: 1906 San Francisco earthquake) и в Района на Санфранциския залив е сред най-разрушителните природни бедствия в историята на Съединените американски щати.
Земетресението става на 18 април 1906 г. в 5:12 ч. и е с магнитуд от 7,8. Епицентърът на земетресението е на около 3 км (2 мили) от Сан Франциско, по протежението на разлома Сан Андреас. Усетено е от Орегон на север до Лос Анджелис на юг и до Невада на изток към вътрешността на страната.
По онова време са описани само 567 смъртни случая, в наши дни се счита, че от земетресението и последвалия голям пожар, траял няколко дни, умират около 3000 жители. Повечето смъртни случаи са в самия град Сан Франциско, но има още 189 други жертви в Района на Санфранциския залив. Между 225 000 и 300 000 души са останали без дом в резултат на земетресението от общо население тогава 410 000 жители. Земетресението и пожарът разрушават над 80% от град Сан Франциско.